# بريت إيكلاند
بريت ماري إيكلوند (بالسويدية: Britt-Marie Eklund) وهي ممثلة ومغنية سويدية ولدت في يوم 6 أكتوبر 1942 في مدينة ستوكهولم عاصمة السويد لكن عاشت معظم حياتها في المملكة المتحدة مثلت في عدة أفلام منها فلم الرجل ذو المسدس الذهبي.

## روابط خارجية
- بريت إيكلاند على موقع IMDb (الإنجليزية)
- بريت إيكلاند على موقع روتن توميتوز (الإنجليزية)
- بريت إيكلاند على موقع ألو سيني (الفرنسية)
- بريت إيكلاند على موقع ميوزك برينز (الإنجليزية)
- بريت إيكلاند على موقع تيرنر كلاسيك موفيز (الإنجليزية)
- بريت إيكلاند على موقع أول موفي (الإنجليزية)
- بريت إيكلاند على موقع قاعدة بيانات الأفلام السويدية (السويدية)
- بريت إيكلاند على موقع إن إن دي بي (الإنجليزية)
- بريت إيكلاند على موقع ديسكوغز (الإنجليزية)
- بريت إيكلاند على موقع قاعدة بيانات الفيلم (الإنجليزية)